# DEGAS
DEGAS und DEGAS Elite waren ein weit verbreitetes kommerzielles Bildbearbeitungsprogramm von Batteries Included auf dem Atari ST für die Bearbeitung von Bitmapbildern.
Der Name war ein Apronym aus der Abkürzung für „Design & Entertainment Graphic Arts System“, den Namen des Impressionisten Edgar Degas ergebend.
In allen von Atari ST unterstützten Bildschirmformaten konnte DEGAS Elite gestartet werden. So war es möglich, Bilder in verschiedenen Auflösungen und Farbtiefen zu erstellen und zu bearbeiten.
Der Funktionsumfang war für ein Bildbearbeitungsprogramm seiner Zeit weit voraus.
Unterstützte Bildschirmformate:
| Typ           | Auflösung | Farben    | Endung |
| ------------- | --------- | --------- | ------ |
| komprimiert   | 320×200   | 16 Farben | *.pc1  |
| komprimiert   | 640×200   | 4 Farben  | *.pc2  |
| komprimiert   | 640×400   | 2 Farben  | *.pc3  |
| unkomprimiert | 320×200   | 16 Farben | *.pi1  |
| unkomprimiert | 640×200   | 4 Farben  | *.pi2  |
| unkomprimiert | 640×400   | 2 Farben  | *.pi3  |